# 鶯餅
鶯餅（うぐいすもち）は、餡を求肥などで包み、丸く包んだものを楕円形にし、左右に引っ張りうぐいすの形にした和菓子である。
一般的にはうぐいす粉（青大豆からできたきな粉）をまぶして仕上げることが多いが、最近ではよもぎを混ぜた生地で包んだり、仕上げにきな粉をまぶすものもある。餅菓子のため早めに消費しなければ硬くなる。早春の菓子。

## 由来
天正年間（1580年代）の頃、大和郡山（現在の奈良県大和郡山市）の郡山城の城主であった豊臣秀長が兄の豊臣秀吉を招いた茶会を開く際に「珍菓を造れ」と命じ、御用菓子司であった菊屋治兵衛が餅をつくり献上した。秀吉はその餅を大いに気に入り「以来この餅を鶯餅と名付けよ」と菓銘を下賜した。時代を経てこの餅はお城の口餅と通称がつけられるようになったがこれは菊屋が城の入り口近くに店を構えているためであり、現在も同じ場所に店が存在している。現代ではもち粉から餅を作り、うぐいす粉をまぶすのが一般的となっているが、菊屋では餅米から餅をついて作り普通の色のきな粉をまぶしている。

## 作り方
1. 白玉粉を水でゆで、砂糖、水飴などを加えて、求肥を作る。
2. 求肥にこし餡を包み、うぐいす形にする。
3. 上からうぐいす粉を振りかけ、完成。